# 埃米·威廉斯
埃米·威廉斯（英語：Amy Williams，1982年9月29日—），英国女子钢架雪车运动员。她曾代表英国参加2010年冬季奥林匹克运动会钢架雪车比赛，获得一枚金牌，成为1980年以来首位夺得冬奥个人小项金牌的英国选手。